# Harriet Magala
Harriet Magala là một luật sư và là người hòa giải pháp lý được Tòa án phê chuẩn tại Tòa án Tư pháp của Uganda. Cô cũng đồng thời là đối tác trong công ty luật của Kituuma-Magala & Company Advocates, một doanh nghiệp mà cô đồng sở hữu với cha mình, Grace Kituuma Magala, vốn cũng là một luật sư.

## Bối cảnh và giáo dục
Cô được sinh ra ở khu vực miền trung của Uganda. Cha của cô là Grace Kituuma Magala, một luật sư có trụ sở tại Campuchia, cũng là đối tác của cô trong công ty luật của họ và trong các khoản đầu tư khác. Cô có bằng Cử nhân Luật, lấy từ Đại học Makerere, ở thủ đô Kampala, thủ đô và là thành phố lớn nhất của Uganda. Cô đã nhận được bằng Cao đẳng về Thực hành Pháp lý từ Trung tâm Phát triển Luật, cũng tại Kampala. Cô cũng có bằng Cao đẳng về thuế và kế toán thu được từ Trường Thuế Đông Phi.

## Nghề nghiệp
Harriet Magala là đối tác với cha của cô, Grace Kituuma Magala, và là đồng sở hữu của Magala-Kituuma & Company Advocates, một công ty luật có trụ sở tại Kampala. Bộ đôi luật sư cha-con này có các doanh nghiệp chung khác mà họ đồng sở hữu. Họ đã đại diện cho các cá nhân và công ty trong quá khứ, bao gồm DFCU Bank, một ngân hàng thương mại lớn ở Uganda. Cô cũng là một hòa giải viên pháp lý được tòa án phê chuẩn, người ngồi xuống với các khách hàng sẵn sàng giải quyết các khiếu nại của họ ra khỏi tòa án. Nếu hai bên hài lòng với kết quả, sau đó họ đăng ký kết quả với tòa án có liên quan và kết quả trở nên ràng buộc. Nếu các bên không hài lòng, thì họ có thể tiến hành khiếu nại vụ án của mình trước một thẩm phán.
Tòa án Thương mại Uganda ban đầu đã chọn Luật sư Harriet Magala làm trung gian hòa giải giữa Ngân hàng Uganda và Sudhir Ruparelia trong vấn đề của Ngân hàng Crane, được Ngân hàng Uganda tịch thu và bán DFCU Bank vào tháng 1 năm 2017. Tuy nhiên, các bên thích khác hòa giải viên và đồng ý với Thẩm phán Yorokamu Banwine để hòa giải các khác biệt về pháp lý và tài chính của họ.